# Helminktzwam
De helminktzwam (Coprinopsis ammophilae) is een paddenstoel uit de familie Psathyrellaceae. Hij komt voor in de zeeduinen bij afgevallen bladeren van helm.

## Verspreiding
In Nederland komt de helminktzwam zeldzaam voor. Hij staat op de rode lijst in de categorie 'Gevoelig'. Hij komt op alle waddeneilanden voor. Hij heeft een vrij korte fructificatieperiode, slechts een paar weken in oktober en november.